# Vendée (Québec)
Pour les articles homonymes, voir Vendée.
Vendée est un village compris dans le territoire de la municipalité du canton d'Amherst dans Les Laurentides au Québec (Canada). 

## Toponymie
Le village est d'abord nommé Windigo ou Lac-Windigo, d'après le lac au bord duquel il est établi. Le Windigo (ou Wendigo) est une créature surnaturelle dans la mythologie anichinabée. Le nom Vendée est attribué en 1920.

## Histoire
Les premiers colons s'installent dans les environs vers 1885. Ces premiers pionniers sont, Garnier, Nantel, Côté[réf. nécessaire]. Une desserte catholique est envisagée en 1897 afin d'évangéliser les colons, de même que les bûcherons et les villégiateurs qui fréquentent les environs. La mission Notre-Dame-des-Anges de Windigo est fondée en 1904.
Une église est construite de 1930 à 1932 sur un terrain bordant le lac Windigo. Le bâtiment de bois, à arc déprimé et possédant une nef à un vaisseau, est l'un des plus anciens bâtiments du secteur. La mission Notre-Dame des Anges de Windigo avait été établie en 1904. 

## Services

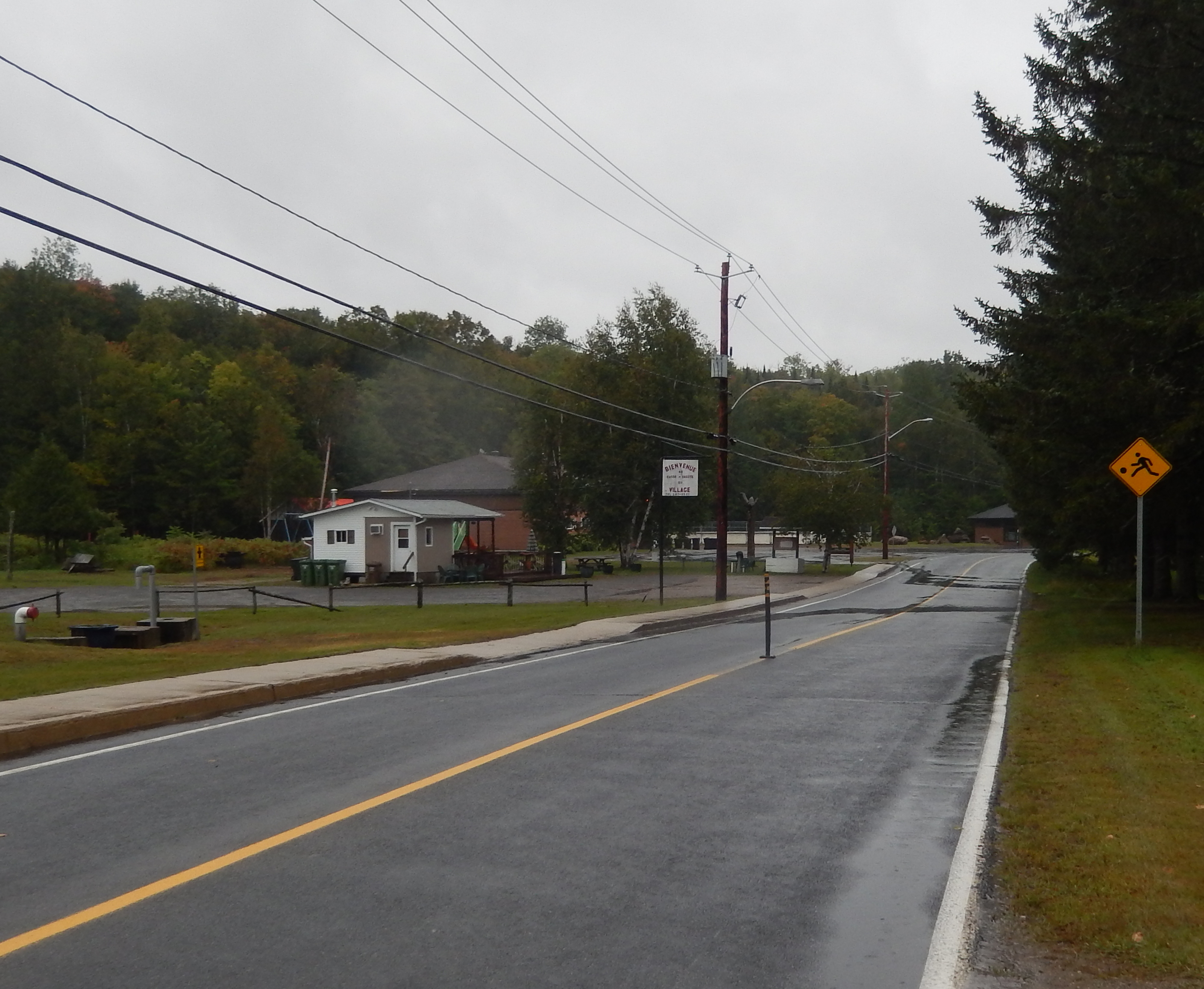
La rue du Village devant le terrain de jeu.